# پنجره (رایانه)

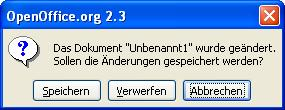
پنجره مربوط به نرم‌افزار اوپن‌آفیس

در رایانش، پنجره (به انگلیسی: Window) ناحیه‌ای بصری است که نوعی رابط کاربری را دربر می‌گیرد. یک پنجره معمولاً مستطیل‌شکل است و نواحی مختلف چند پنجره می‌تواند روی هم‌دیگر قرار بگیرد. یک پنجره می‌تواند برای خروجی یا ورودی یک یا چند فرایند را باشد. 
پنجره‌ها معمولاً با نمایشگرهای گرافیکی در ارتباط هستند و آنها را می‌توان به کمک مکان‌نما یا یک ابزار اشاره‌گر مدیریت کرد. به یک واسط گرافیکی کاربر که بر پایه پنجره‌ها کار می‌کند، سیستم پنجره‌بندی گفته می‌شود. 

## ویژگی‌ها
پنجره‌ها اشیایی دو بعدی هستند که بر روی سطحی به نام میزکار چیده می‌شوند. در یک سیستم پنجره‌بندی مدرن، آنها را می‌توان تغییر اندازه داد، جابه‌جا کرد، مخفی کرد و در آخر باز و بسته کرد. پنجره‌ها معمولاً دربرگیرنده اشیا گرافیکی دیگری هستند مانند نوار منو، نوار ابزار، آیکون‌ها، دکمه‌ها، و همچنین آنها در اغلب موارد دربرگیرنده یک محیط کاری هستند. در محیط کاری، محتوای یک سند، یک تصویر، محتوای یک دایرکتوری یا اشیاء دیگری نمایش می‌یابد. در اطراف محیط کاری و در داخل محدوده پنجره، می‌تواند نواحی پنجره‌ای کوچکتری قرار گیرد که معمولاً به آن پنل یا قاب گفته می‌شود و دربر گیرنده اطلاعات یا گزینه‌های مربوطه است.

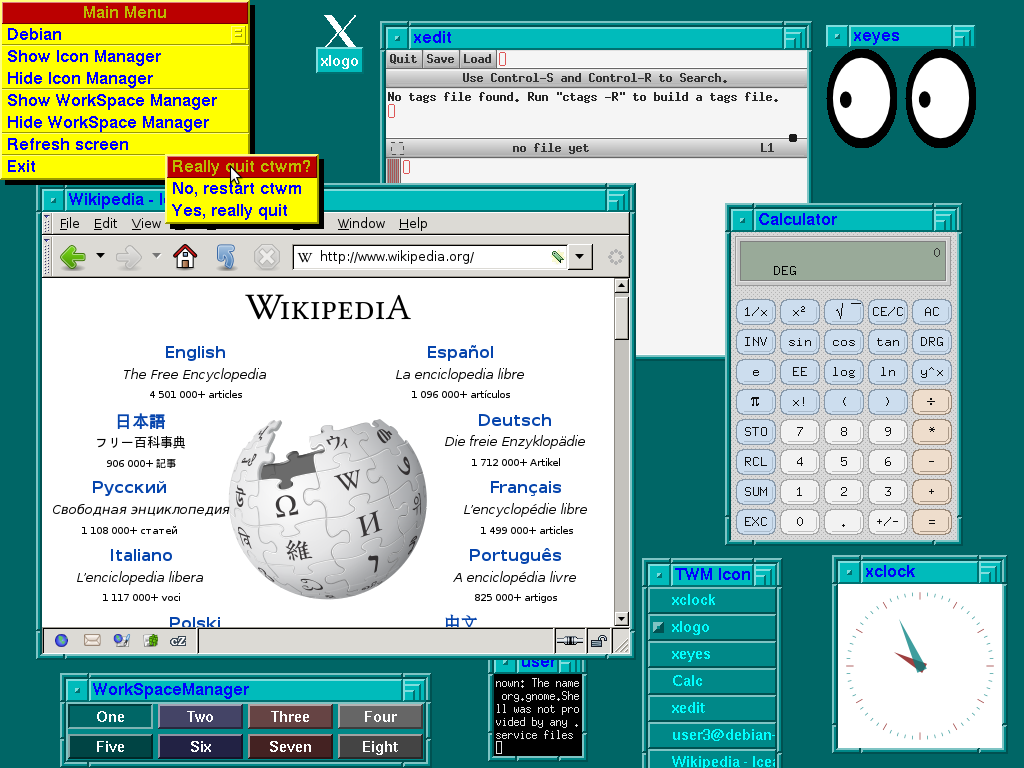
مدیر پنجره CTWM 3.7 در سیستم عامل دبیان

## مدیر پنجره
یک برنامه سیستمی است که وظیفه آن مدیریت کردن پنجره هاست. منظور از مدیریت کردن پنجره، ترسیم پنجره، کمینه کردن آن، به حداکثر رساندن آن و ... است.